# LaserActive

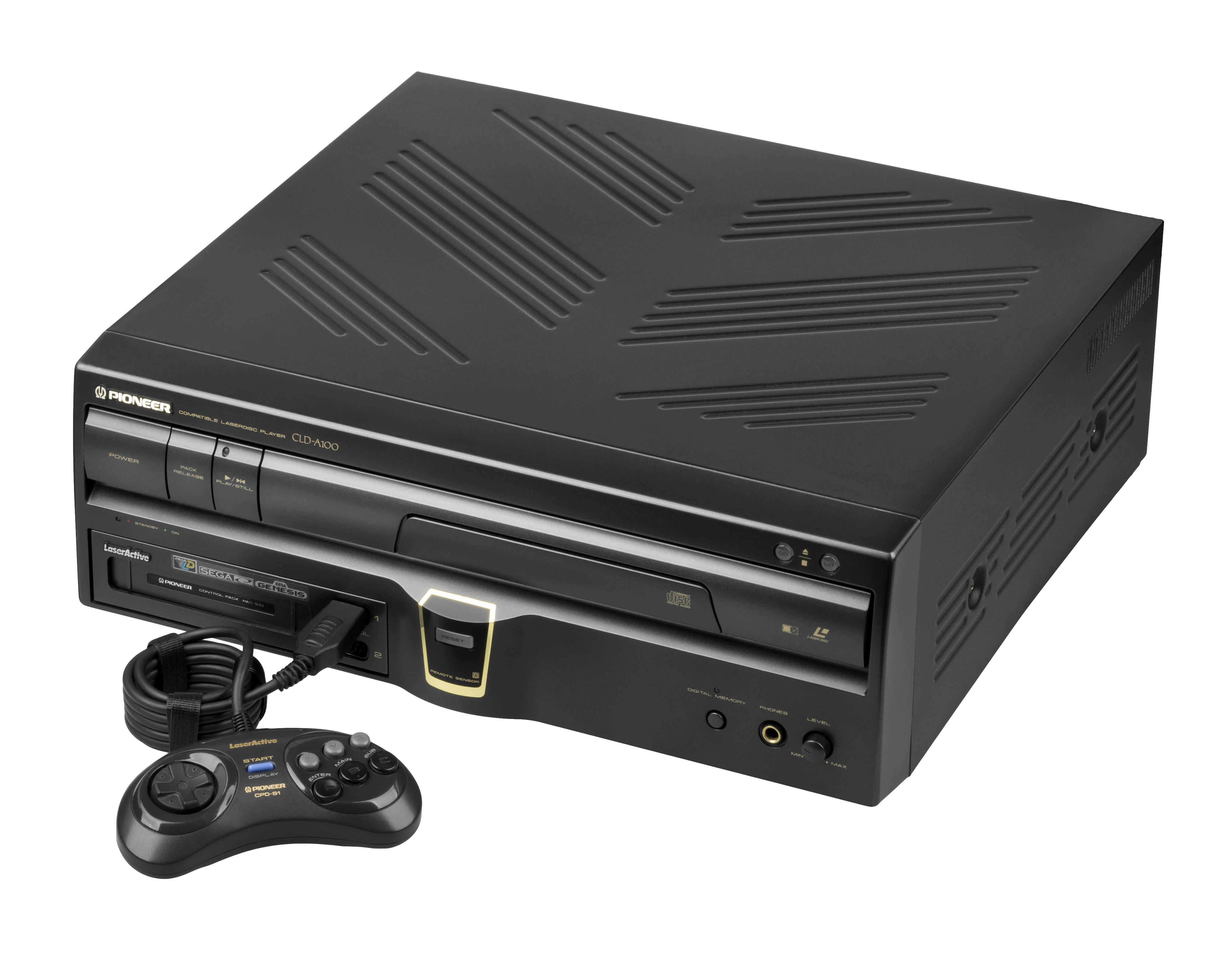
Pioneer CLD-A100, módulos PAC-S1 e PAC-N1

O Pioneer LaserActive é um laserdisc e um console de videogame desenvolvido conjuntamente pela Pioneer, Sega e NEC no 1993 que reproduzia além de LDs de filmes, CDs de música e jogos especialmente desenvolvidos para o formato. Com a adição de módulos separados podia-se também rodar com perfeição os títulos dos consoles PC Engine / Turbografx 16, Mega Drive / Genesis e Sega CD, com suporte a todos os periféricos, além de um módulo de karaoke e um óculos 3D. O LaserActive também introduziu os formatos Mega LD e LD ROM2 que combinavam jogos digitais com o vídeo analógico do laserdisc, semelhante ao que já se fazia com alguns títulos de MSX.

## Modulos fabricados
- Sega PAC (PAC-S10/PAC-S1)
- NEC PAC (PAC-N10/PAC-N1)
- Karaoke PAC (PAC-K10/PAC-K1)
- Óculos 3-D (GOL-1)
- Adaptador para óculos 3-D (ADP-1)
- Computer Interface PAC (PAC-PC1)